# Digital Averroes Research Environment
Digital Averroes Research Environment (DARE) ist eine zunächst durch die DFG geförderte Virtuelle Forschungsumgebung mit dem Ziel, das Werk des Averroes oder Ibn Rušd in Form einer digitalen Bibliothek und dann auch einer digitalen Edition in allen drei Sprachtraditionen (Arabisch, Hebräisch und Latein) parallel und unter Bereitstellung von digitalen Bildern und Texten sowie weiteren Informationen und Werkzeugen online zugänglich zu machen.
DARE umfasst zurzeit einen Korpus aus etwa 60.000 Digitalisaten von Handschriften und Inkunabeln, sowie Volltextversionen vieler Werke des Averroes. Eine Bibliographie vervollständigt das Angebot.
Im Rahmen des Projekts wurde 2011 ein internationaler Averroes-Kongress abgehalten.

## Inhaltlicher Schwerpunkt
Das DARE-Projekt hat es sich zur Aufgabe gemacht, sämtliche Repräsentationen der Werke von Averroes in einer virtuellen Forschungsumgebung zusammenzubringen und der Forschergemeinschaft zur Verfügung zu stellen. Das Projekt, das sich derzeit noch in der Aufbauphase befindet, zielt darauf ab, den Zugang zum gesamten relevanten Material – Handschriften, Drucke, Editionen, Übersetzungen, Forschungsliteratur – der Werke des Averroes zu ermöglichen. Durch Kooperationen mit Bibliotheken, Institutionen und Editionsprojekten, in denen die unterschiedlichen Repräsentationen liegen oder produziert wurden, konnten bereits mehr als 60.000 Digitalisate erstellt und in digitaler Form zugänglich gemacht werden. Da DARE dauerhafte Adressierbarkeit ermöglicht, eröffnet das Projekt zeitgemäße Recherchemöglichkeiten sowie die Möglichkeit der Einbindung der Materialien in weitere Forschungskontexte. Von besonderem Interesse für die Arbeit mit den Texten sind dabei die Chunks – eine projektintern erstellte Konkordanz, durch die die jeweiligen Texte in den jeweiligen Repräsentationen synoptisch gelesen werden können.

## Technische Umsetzung
Als Grundformat für alle textuellen Daten dient der De-facto-Standard der Richtlinien der TEI. Sowohl die Struktur der Texte, Handschriften und Inkunabeln als auch deren Beschreibungen sind in TEI-konformen XML abgelegt. Die Volltexte sind in Chunks, Sinneinheiten von wenigen Zeilen bis hin zu Absätzen, eingeteilt. Diese Chunks wiederum sind auf den Bilddigitalisaten identifiziert, so dass eine Verknüpfung zwischen Textstelle und Digitalisat hergestellt wird. Auf diese Art ist es möglich, das riesige Korpus von mehr als 60.000 Abbildungen mit den entsprechenden Textstellen zu verlinken und so ein paralleles Lesen der unterschiedlichen Sprachtraditionen, Textzeugen und Wiedergabeformen zu ermöglichen.
DARE selbst läuft in einem Drupal-CMS; als Back-End für die XML-Daten wurde mit Xeletor ein eigener, hochskalierbarer und performanter XML-Server entwickelt, der, wie alle im Projekt entwickelte Software, unter einer offenen Lizenz steht.

## Weitere Planung
Bis 2015 sollen mit Geldern der Fritz Thyssen Stiftung weitere 100 Handschriften, unter anderem aus der British Library und der Bodleian Library, digitalisiert und drei weitere Volltexte in der arabischen sowie der hebräischen Sprachtradition erstellt werden.